# Meteor (cohete)

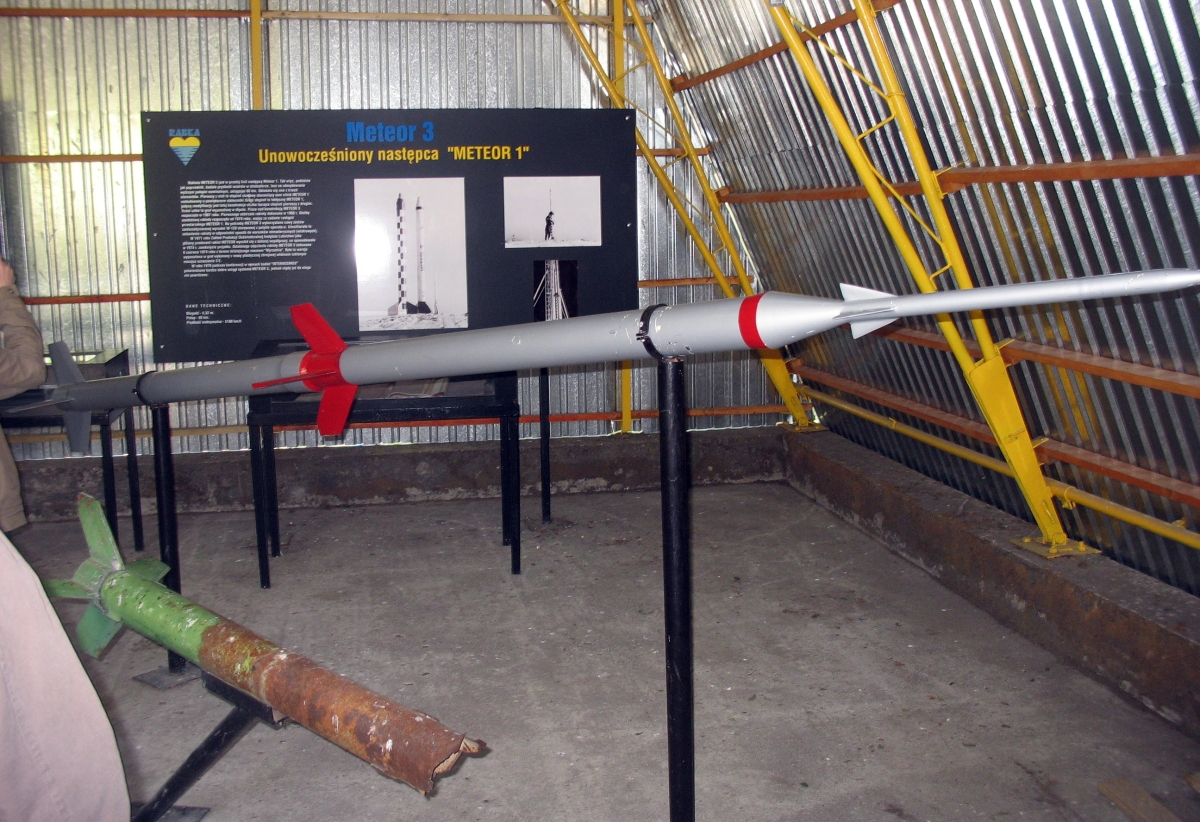
Reconstrucción del Meteor 3

Meteor fue el nombre de una familia de cohetes sonda polacos propulsados por combustible sólido cuyos primeros modelos fueron desarrollados a principios de los años 1960 por el Instituto de Aviación de Polonia para el Instituto Hidrometeorológico.

## Versiones

### Meteor 1
Cohete de una sola etapa, sin guía, estabilizado por aletas perforadas y lanzado desde una torre de 4 metros de altura. El motor ardía durante 2,3 segundos y aceleraba los 4,5 kg de carga útil hasta una velocidad de 1100 m/s, alcanzando 36,5 km de altura en 80 segundos, donde un cronómetro activaba un detonador que dispersaba la carga, consistente en virutas reflectantes al radar para la medición de vientos.
Fue lanzado 110 veces, entre el 1 de enero de 1963 y el 15 de septiembre de 1973.

#### Especificaciones
- Carga útil: 4,5 kg
- Apogeo: 37 km
- Empuje en despegue: 14 kN
- Masa total: 33 kg
- Diámetro: 0,12 m
- Longitud total: 2,55 m
- Envergadura: 0,41 m

### Meteor 2H
Versión de mayor capacidad y una sola etapa. Fue lanzado 6 veces, entre el 1 de enero de 1968 y el 1 de enero de 1970.

#### Especificaciones
- Carga útil: 4,5 kg
- Apogeo: 68 km
- Empuje en despegue: 24 kN
- Masa total: 368 kg
- Diámetro: 0,35 m
- Longitud total: 4,36 m
- Envergadura: 1,05 m

### Meteor 2K
Fue el cohete sonda más potente lanzado por Polonia. Con dos etapas, consistía en una primera etapa formada por dos Meteor 1 y una segunda etapa con un único Meteor 2. Era lanzado desde un raíl de 14 metros de altura. La carga útil consistía tanto en virutas reflectantes al radar como una radiosonda Ramses que bajaba en paracaídas. Fue lanzado 4 veces, entre el 10 de julio y el 7 de octubre de 1970.

#### Especificaciones
- Apogeo: 90 km
- Empuje en despegue: 52 kN
- Masa total: 420 kg
- Diámetro: 0,35 m
- Longitud total: 4,36 m
- Envergadura: 1,05 m

### Meteor 3
Desarrollado en 1967, era un cohete de dos etapas formados por dos Meteor 1 en tándem. Era lanzado desde un raíl de 12 metros de altura. Fue lanzado 14 veces, entre el 1 de enero de 1968 y el 6 de junio de 1974.

#### Especificaciones
- Carga útil: 4,5 kg
- Apogeo: 65 km
- Empuje en despegue: 14 kN
- Masa total: 60 kg
- Diámetro: 0,12 m
- Longitud total: 4,29 m
- Envergadura: 0,42 m